# 北海道道973号北清水清水線

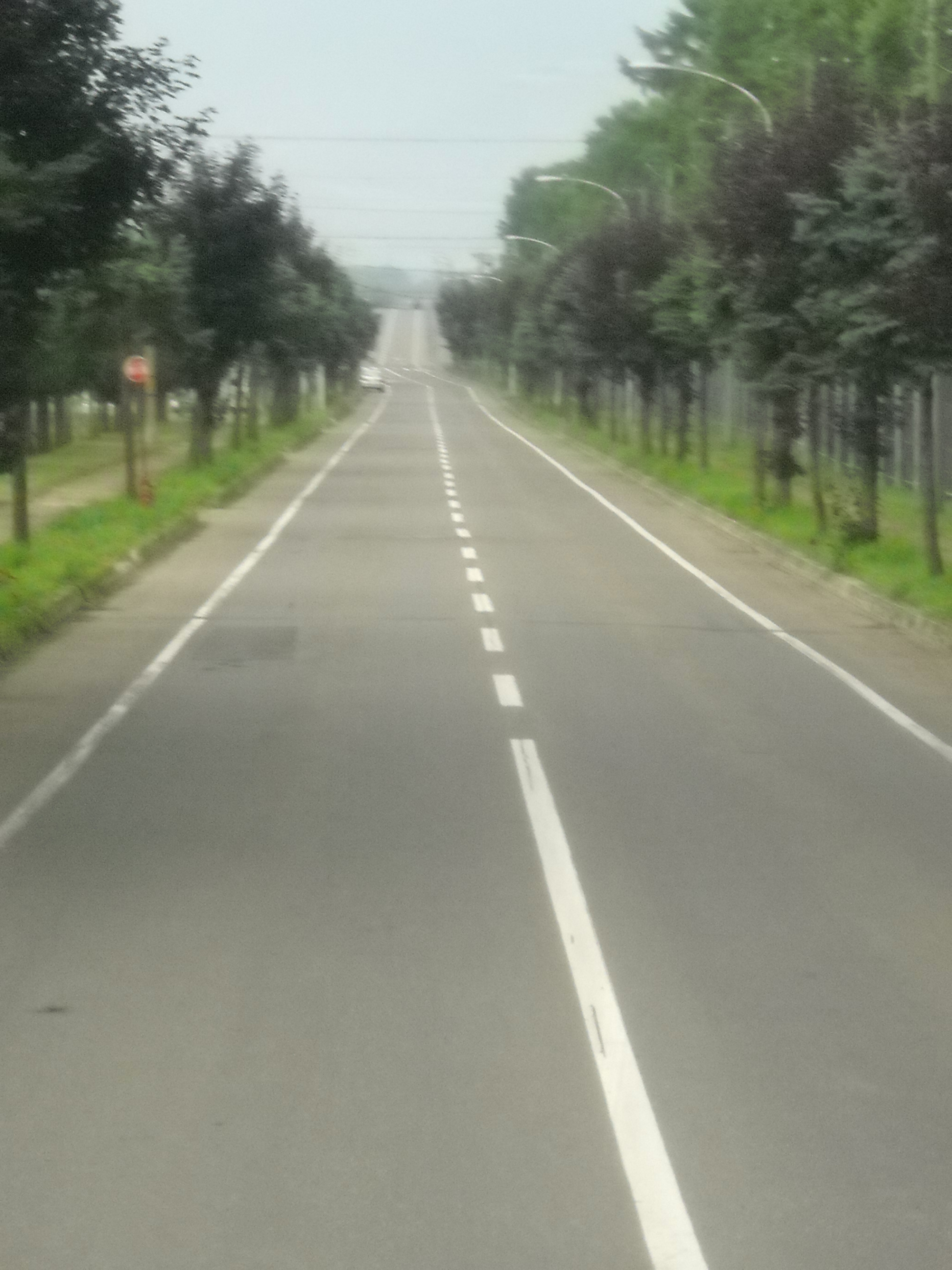
終点の様子

北海道道973号北清水清水線（ほっかいどうどう973ごう きたしみずしみずせん）は、北海道上川郡清水町を結ぶ一般道道である。

## 概要

### 路線データ
- 起点：北海道上川郡清水町清水
- 終点：北海道上川郡清水町清水（国道38号交点）
- 総距離：6.2 km

## 歴史
- 1979年（昭和54年）4月17日 - 路線認定[1]。

## 地理

### 通過する自治体
- 十勝総合振興局
  - 上川郡清水町

### 主な接続道路
清水町
- 国道38号 - 清水（終点）